# مطار ليل
مطار ليل الدولي (إياتا: 'LIL'، إيكاو: 'LFQQ') هو مطار يخدم مدينة ليل الفرنسية، ويبعد عن بحوالي 15 دقيقة
يحتل المطار المرتبة الثانية عشر في عدد المسافرين بفرنسا

## المحطات الجوية
1. ↑   https://store.aci.aero/wp-content/uploads/2018/05/2014_Traffic_Report_sample.xlsx. {{استشهاد ويب}}: |url= بحاجة لعنوان (مساعدة) والوسيط |title= غير موجود أو فارغ (من ويكي بيانات) (مساعدة)